# 江绵康
江绵康（1954年9月3日—），男，汉族，江苏省揚州市人，祖籍安徽省旌德县，前中国最高领导人、中共中央总书记江泽民与王冶坪之次子。

## 生平
1985年毕业于上海第二工业大学后在上海电器科学研究所工作，1999年－2006年在华东师范大学获得博士学位。
曾任上海市建设和管理委员会巡视员，上海城市发展信息研究中心主任。曾任上海市城乡建设和交通委员会巡视员，上海城市发展信息研究中心主任。

## 家庭
- 女儿：江志云（1988年—），高中就读于上海市南洋模范中学，后到美国威斯康辛大学麦迪逊分校修读本科学位[2]。

## 遭杨秀珠指控
外逃美国的中国官员杨秀珠在接受媒体采访时声称当年被查是因为她作风刚烈，依法办事，得罪了很多人。她说：“他们开始搞我，主要是因为我得罪了江泽民”。她说，她任温州市主管城建的副市长时，江泽民的二儿子江绵康向她要500亩地，被她屡次回绝，认为不合规定。